# Óscar Arriaza
Óscar Alberto Arriaza Martínez (Copiapó, 30 gennaio 1956) è un ex calciatore cileno, di ruolo attaccante.

## Carriera
Con la Nazionale cilena ha partecipato alla Copa América 1983.